# Frank Powolny

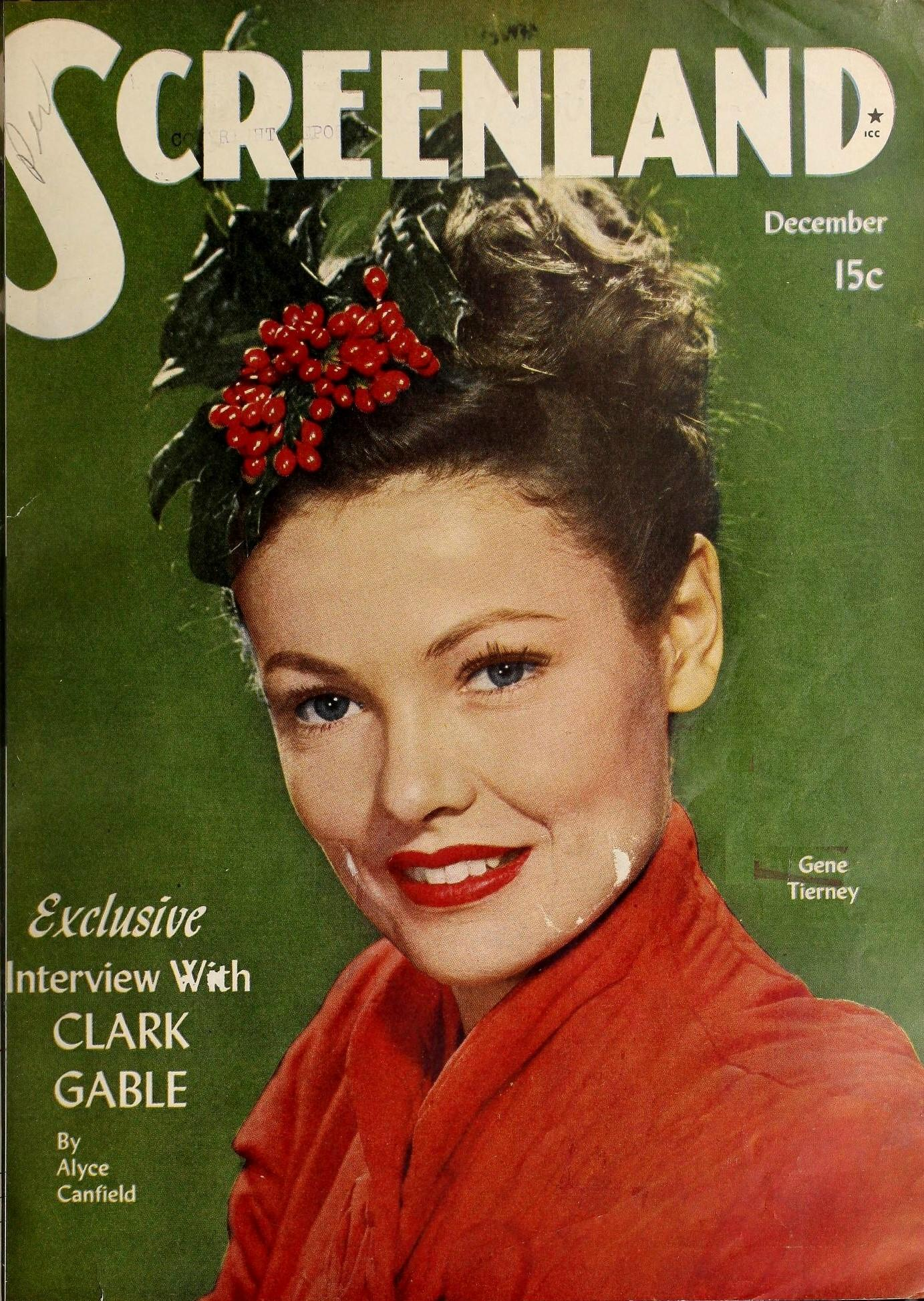
Gene Tierney, prosinec 1945

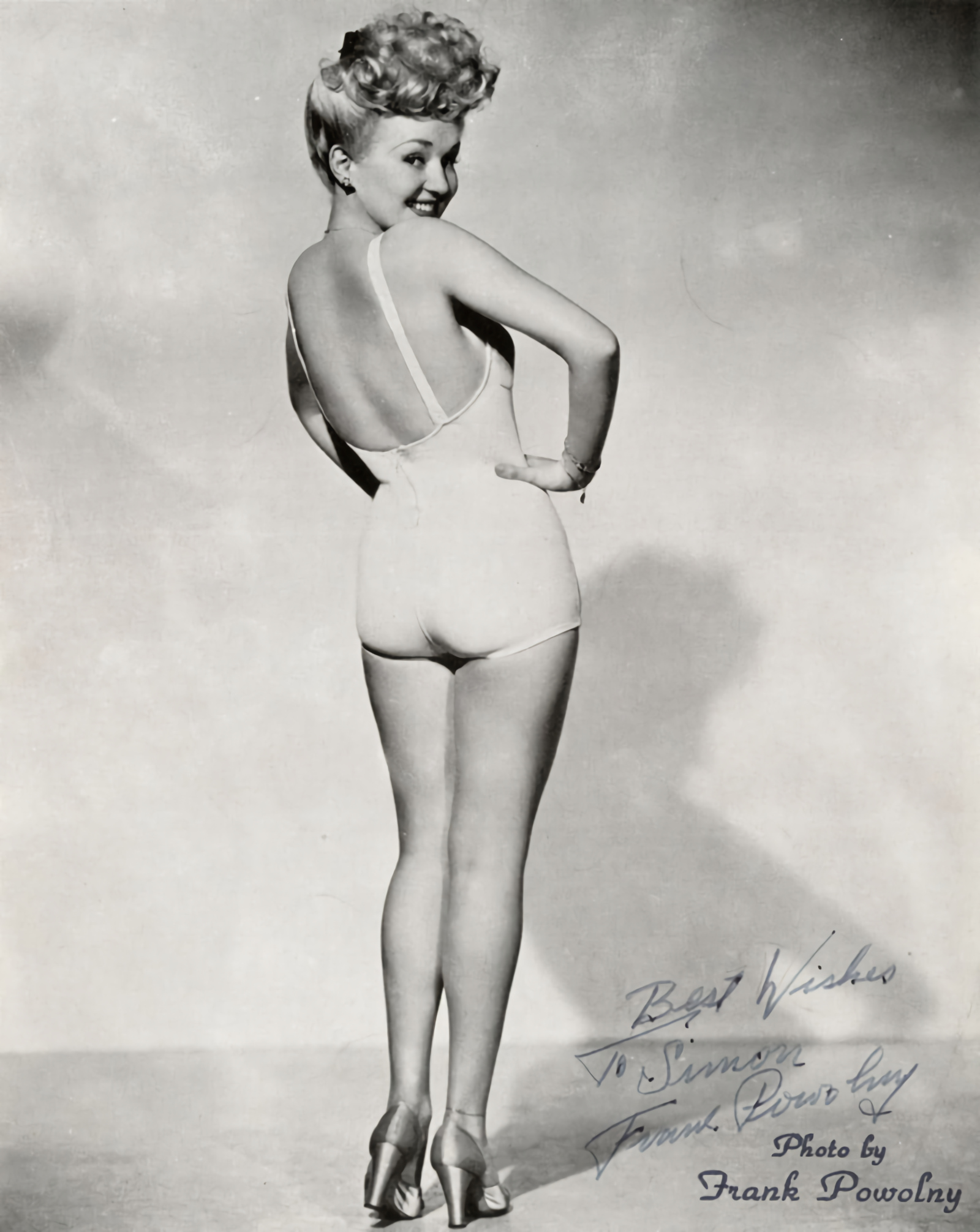
Pin-up girl herečka Betty Grable v plavkách 1943 byla v podobě plakátů, vytištěna v milionových nákladech, 1943

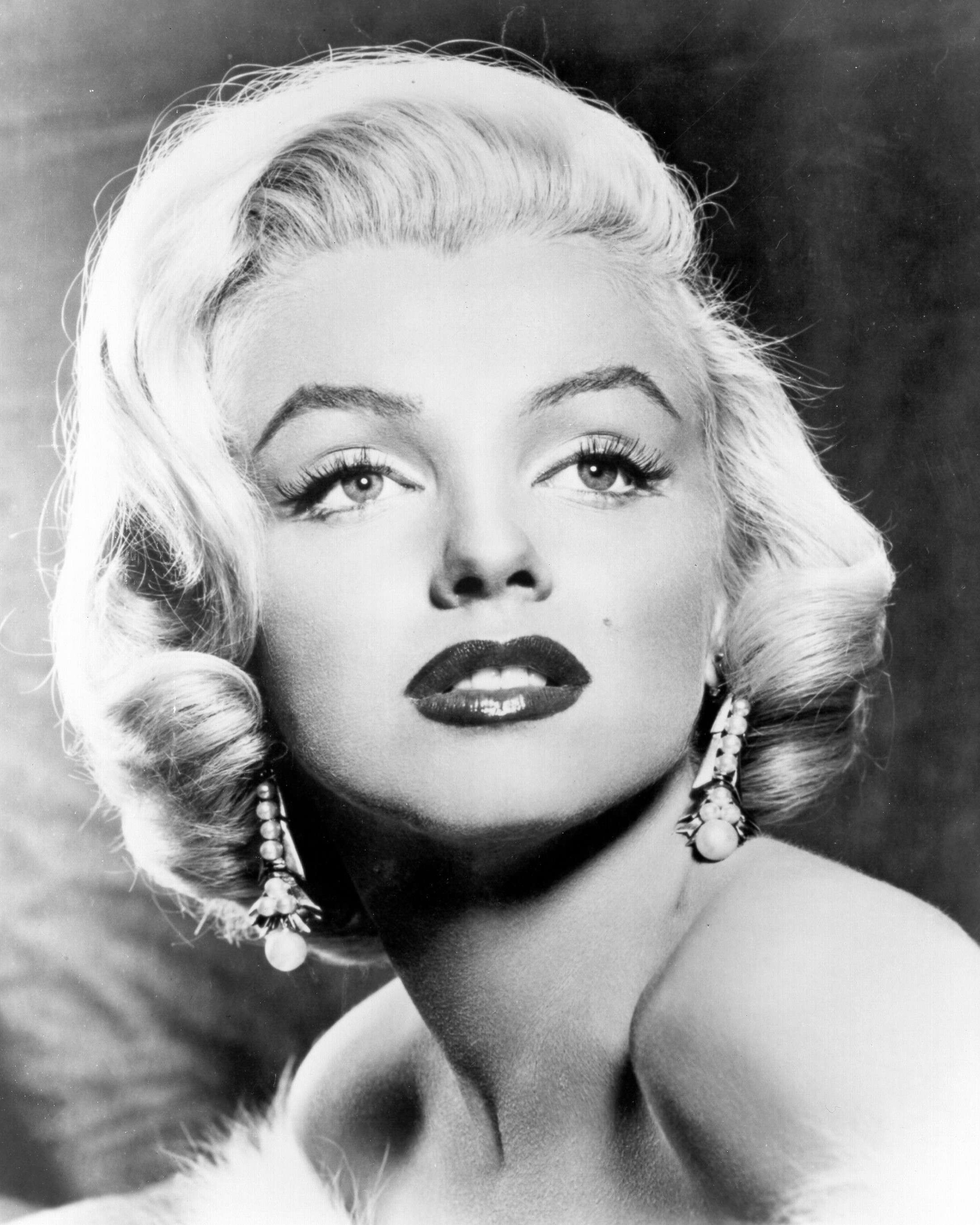
Marilyn Monroe, 1953

Frank Powolny (13. srpna 1901 Leoben, Štýrsko – 5. ledna 1986 Santa Clarita, Kalifornie) byl americký hollywoodský fotograf českého původu tvořící v letech 1920 až 1966. V tomto dlouhém období nafotografoval tisíce hollywoodských herců, a bývá označován jako „největší hollywoodský fotograf všech dob.“

## Původ
Frankova rodina pocházela z českého městečka Horní Cerekev. Dědeček Ignác Povolný tam byl hodinářem, jeho otec František byl malířem pokojů a fotografem (i Frankův o šest let starší strýc Eduard Povolný tam byl fotografem). Nejstarším Frankovým prapředkem pak byl Jan Povolný, mlynář na Dolním mlýně v H. Cerekvi (17. století).
Frankovi budoucí rodiče si našli práci v rakouské části tehdejší monarchie. Otec František ve štýrském městě Gaming (okr. Scheibbs), kde pracoval jako fotograf. Kvůli výslovnosti a úřadům se jednoduché „v“ změnilo na dvojité „w“, takže se začal psát Powolny. Frankova matka Marie Charvátová byla švadlena a ve štýrském městě Leoben pracovala jako hospodyně. Oba se zřejmě „potkali“ v rodném městě o Vánocích roku 1900. O devět měsíců Marie porodila v Leobenu syna Františka, který tam byl pokřtěn jako Franz Charvát. Kmotrou mu byla „budoucí“ babička Mariana Povolná, roz. Loserová, která přijela z Cerekve do Leobenu. K samotnému sňatku Františka a Marie došlo za dalších 8 měsíců v rodné Horní Cerekvi v dubnu 1902. Tímto aktem a prohlášením byl František/Frank legitimizován jako vlastní pokrevní syn.
Manželům se pak narodilo dalších 12 dětí. Dvě se narodily v Horní Cerekvi, 5 v rakouské části monarchie a zbytek pak v Americe, kam rodina emigrovala. Dva potomci zemřeli v dětském věku.

## Amerika
Ekonomické podmínky v tehdejším Rakousko-Uhersku nebyly příznivé a tak se rodina rozhodla odejít do Ameriky. Nejdříve odejel otec František v říjnu 1913, kdy pro rodinu připravil podmínky pro nový život v městečku Clarkson ve státě Nebraska, kde si v lednu 1914 požádal o lincenci k provozování fotoateliéru. Městečko samotné vzniklo před několika desítkami let a tamní obyvatelé pocházeli převážně z Čech a Moravy. Manželka Marie připlula do amerického přístavu Baltimore ve státě Maryland v květnu 1914 lodí Neckar z německého přístavu Brémy spolu se svými šesti syny. Sama byla v té době v osmém měsíci těhotenství.
Rodina se v Clarksonu brzy zabydlela, otec František ve zřízeném fotoateliéru (The Powolny Studio) fotografoval svatby, rodinné portréty, společenské akce apod. On sám se začal psát Frank (budova ateliéru v městě stojí dodnes). V jeho živnosti se řemeslu vyučili oba nejstarší synové, kdy starší Frank fotografoval a mladší Ladislav („Lad“) pak pracoval ve fotokomoře, kde vyvolával filmy, či fotodesky a přenášel snímky na papír.

## Kariéra
Když přišla rodina do Ameriky, bylo nejstaršímu Frankovi 13 let a Ladovi 11. První praktické zkušenosti však malý Frank získával již v Evropě, v tehdejším působišti svého otce, a to v rakouském městečku Gamming, kdy mu otec, v jeho šesti letech, vyrobil malý dírkový fotoaparát. První jeho fotkou byl portrét jeho matky. Rodina pak poslední 2 roky v Evropě žila v rakouském Schladmingu.
Základní školu Frank dokončil již v americkém Clarksonu, hovořil česky, německy a anglicky. Jelikož rád kreslil, maloval a vyřezával plastiky, tak začal pracovat v nedalekém městě Omaha jako sochař, kdy vyráběl z mramoru různé plastiky na hřbitovní náhrobky, pak pracoval krátce pro železniční společnost Union Pacific v Cheyenne, hlavním městě státu Wyoming. Poté byl povolán do armády, kde sloužil u pěchoty v ostrovní pevnosti Fort Casey (stát Washington).
Po skončení vojenské služby je již v Los Angeles, kde získal místo ve filmových laboratořích, kde dává veškerou svoji energii do získávání nových širokých zkušeností a začíná pracovat pro Charlie Chaplina jako druhý kameraman (second unit cameraman) a jako asistent režie. Při tom také stále fotografoval.
Od roku 1923 byl součástí filmové společnosti Fox Film Corporation, která se v roce 1935, po sloučení dvou společností, přejmenovala na „20th Century Fox“. Zpočátku zde pracoval také jako asistent režie při natáčení černobílých němých westernů. Ale tato práce jej neuspokojovala, tíhnul spíše k fotoaparátu než k natáčení kamerou. K zásadnímu zlomu ve Frankově kariéře došlo při natáčení snímku Three Bad Men oskarového režiséra Johna Forda (ten "režíroval" i kameramany a fotografy při vyloďování Spojenců v Normandii 1944). V průběhu natáčení onemocněl dosavadní hlavní fotograf a Frank byl Fordovi doporučen jako zručný fotograf. Právě takto začala v roce 1925 jeho dlouhá a hvězdná kariéra hollywoodského fotografa, která trvala až do roku 1966! Důležitým okamžikem bylo i dřívější setkání s tehdejším významným americkým fotografem Maxem Munn Autreym.
Z tohoto titulu pak měl možnost setkávat se a pracovat s těmi největšími filmovými idoly, včetně těch největších megastars, jako například s Clarkem Gablem (Král Hollywoodu 30. let), Marilyn Monroe, Marlene Ditrich, Sonjou Henie, Johnem Waynem, Shirley Temple-Black, Lanou Turner, Gregory Peckem, Bingem Crosbym, Humphrey Bogartem, Katharine Hepburn, Kirk Douglas, Burt Lancaster, Ava Gardner, Cary Grant, Steve McQueen, Raquel Welch, Elisabeth Taylor, Richard Burton, Yul Brynner, Charleton Heston, Frank Sinatra, Mia Farrow, Henry Fonda, Doris Day, Betty Grable, Elvisem Presley, Paulem Newmanem, Ritou Hayworth, Grace Kelly a stovkami a tisíci dalšími umělci té doby. Jeho fotografie byly součástí plakátů a reklam jednotlivých filmů, objevovaly se v nejprestižnějších magazínech apod. Jeho nejoblíbenější múzou byla ve třicátých létech herečka Loretta Young. Blízce spolupracoval i se Shirley Temple a později s Marilyn Monroe.
Jednou z nejznámějších je tzv. pin-up snímek herečky Betty Grable v plavkách z roku 1943, který byl v podobě plakátů, vytištěn v milionových nákladech. Tato fotografie se stala nejslavnější v období druhé světové války. Jeden z pěti amerických vojáků ji nosil ve své peněžence, kopírovala se na letadlech, tancích, nákladních vozech a všech typech vojenských vozidel a bylo vyrobeno 5 milionů kopií. Fotografie byla později zahrnuta do edice časopisu Life 100 fotografií, které změnily svět a následně byla časopisem Time zvolena jednou ze „100 nejvlivnějších fotografií v historii“. Hugh Hefner řekl v jednom interview v roce 2007, že tato fotografie jej inspirovala k založení časopisu Playboy. Další významná fotografie byla poslední fotografie Marilyn Monroe z července 1962, těsně před jejím tragickým skonem. Za zmínku jistě stojí také fotografie všech významných osob, které navštívily filmové ateliéry společnosti 20th Century Fox. Byli mezi nimi například americký prezident Dwight D. Eisenhower, viceprezident a pozdější prezident Richard Nixon s manželkou Pat, etiopský císař Haile Selassie, íránský šáh Rezá Pahlaví, sovětský vůdce Nikita S. Chruščov, řecký král a královna, indický předseda vlády Džaváharlál Néhrú, britský princ Philip, kalifornští guvernéři, sportovní a umělecké hvězdy a osobnosti.
Neméně zajímavé je, že se stal i oficiálním fotografem při ceremoniálech udělování cen americké filmové akademie (Academy Award), a to již od prvního ročníku v roce 1929, kdy k předání sošek Oscarů došlo. V této pozici byl nepřetržitě 29 let.
Frank Powolny byl známý svými průkopnickými technickými metodami a postupy při portrétní fotografii v ateliéru, používáním rozsáhlého světelného parku a pozadí, jako jeden z prvních přešel z panchromatického filmového formátu 8x10" na 4x5". Jako první v Hollywoodu vymyslel způsob barevného tisku z kodachromových a ektachromových negativů, což revolučně urychlilo a zlevnilo celý proces hromadného kopírování a distribuci novinám a časopisům.
Frankův bratr Lad rovněž zakotvil v Hollywoodu. Pracoval zde ve filmových laboratořích při zpracovávání natočeného filmového materiálu.

### Filmografie
- 1964: Goodbye Charlie – fotograf
- 1964: Chock Treatment – fotograf
- 1958: South Pacific – fotograf
- 1955: Soldier of Fortune – fotograf
- 1948: That Wonderful Urge – fotograf
- 1946: Easy to Wed – fotograf
- 1945: Diamond Horseshoe – fotograf
- 1943: My Friend Flicka – fotograf
- 1941: Western Union – fotograf
- 1939: Drums Along the Mohawk – fotograf
- 1939: Here I Am a Stranger – fotograf
- 1939: Jesse James – fotograf
- 1938: Suez – fotograf
- 1935: Dante's Inferno – fotograf
- 1934: Call It Luck – fotograf
- 1931: Daddy Long Legs – fotograf[5]
- 1930: The Big Trail – fotograf
- 1930: City Girl – asistent režie[6]
- 1928: In Old Arizona – asistent režie[7]
- 1928: 4 Devils – asistent režie[8]
- 1924: The Iron Horse – asistent režie
- 1921: Kid – asistent režie

## Rodina
Frank Powolny byl dvakrát ženat. Jeho první ženou byla oděvní návrhářka, dcera řeckých rodičů, Jeanne Demos (DeMos), kterou si v Los Angeles vzal v roce 1932. Druhou jeho ženou se pak stala Frances Margaret Bruner zvaná Peggy, kterou poznal v roce 1938 při natáčení filmu Jesse James. S Peggy měli 2 děti. Syn Frank se narodil v roce 1940 a zemřel v roce 1982. Dcera Martha Gay se narodila v roce 1944.
Frank Powolny žil v závěru svého života v Newbury Park, západně od centra L.A. Zemřel na infarkt v lednu 1986 ve Valencii (severozápadně od centra Los Angeles), kde byl na návštěvě u dcery Marthy Gay. Pohřben je v Los Angeles, Forest Lawn Memorial Park (Hollywood Hills). Bylo mou 84 let. Jeho žena Peggy zemřela o 12 let později.
Frankovi rodiče zemřeli v „českém“ městečku Clarkson, kam z Evropy přišli. Otec František, fotograf v roce 1948 (72 let) a matka Marie v roce 1944 ve věku 66 let.

## Galerie

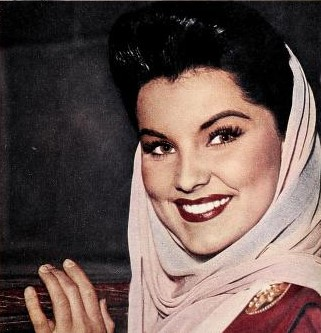
Debra Paget, Prince Valiant, prosinec 1953
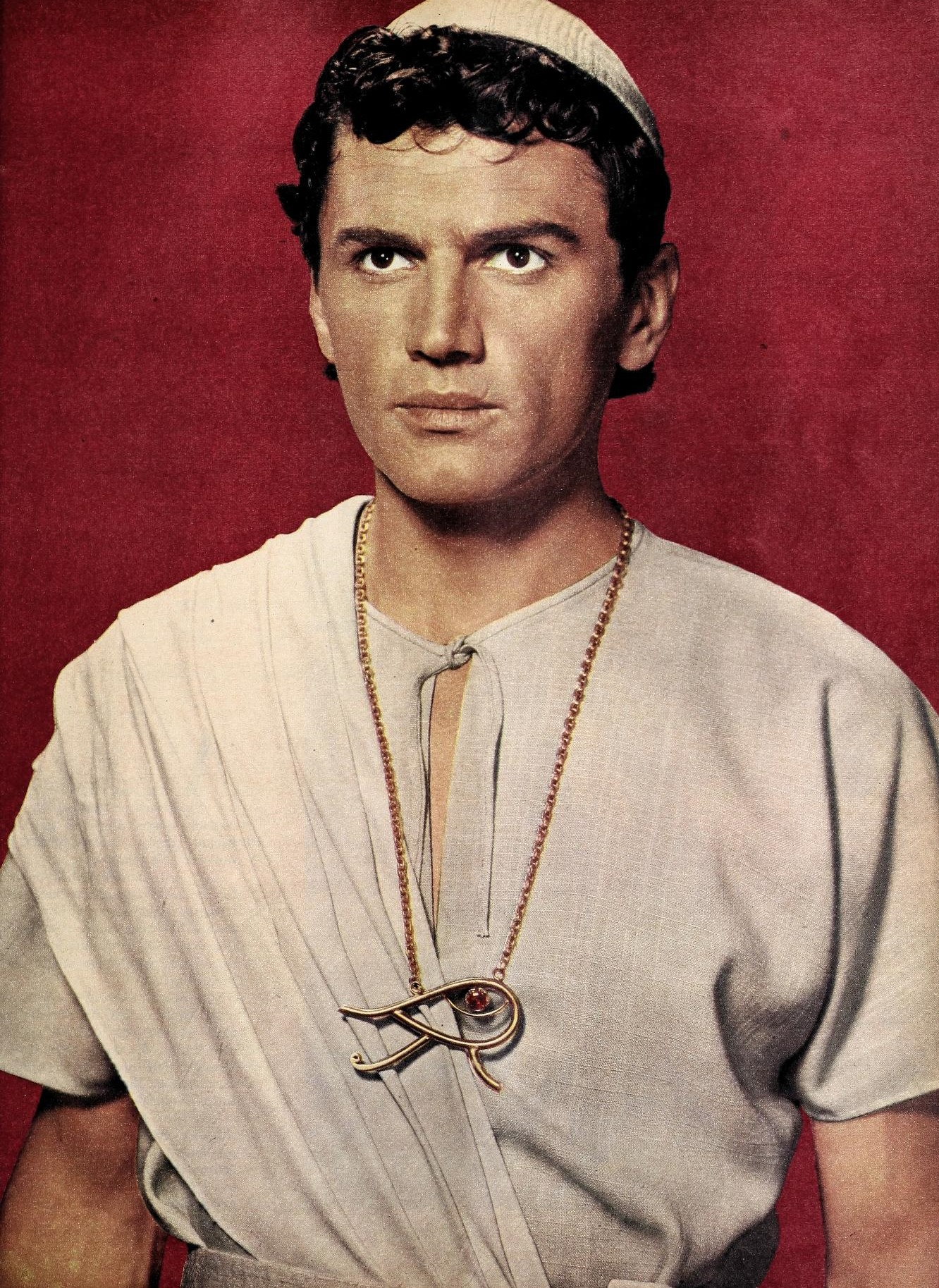
Edmund Purdom v kostýmu ve hře The Egyptian, 1954
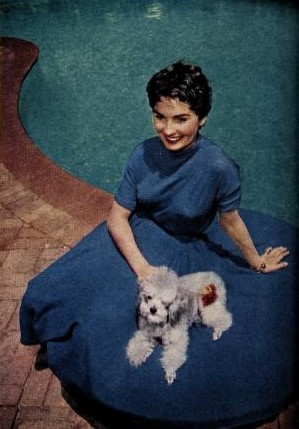
Jean Simmons se svým psem Young Bess, 1954
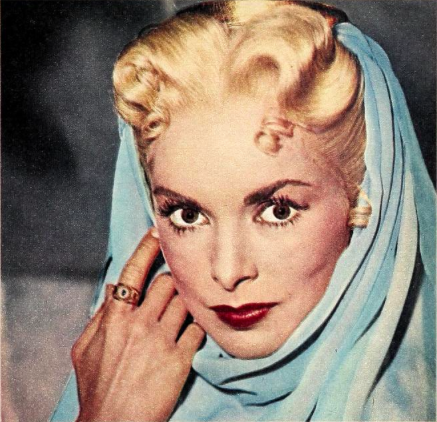
Janet Leigh ve hře Prince Valiant
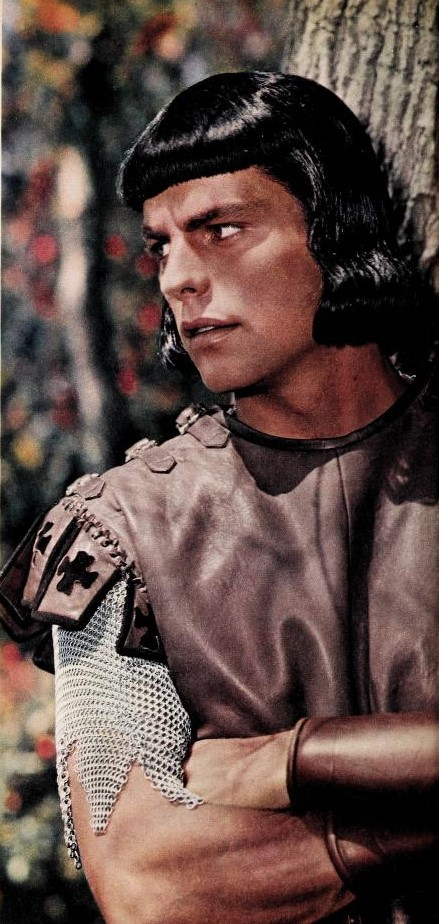
Robert Wagner jako Prince Valiant, prosinec 1953
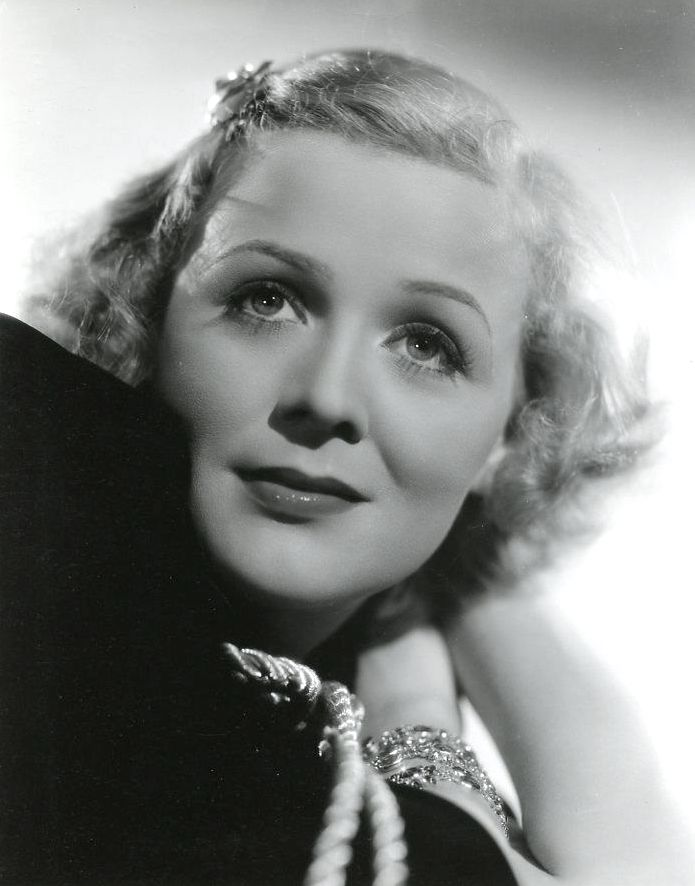
Gloria Stuart, studiový portrét, 1930–1940